# Большая Арметка
Большая Арметка — река в Ишимбайском и Гафурийском районах Башкортостана. Впадает справа в Ряузяк. Естественная (западная) граница Ишимбайского заказника. Длина — 36 км.
На реке находятся поселения (перечислены от верховья):
- Кургашла
- Нижний Ташбукан

Протекает с восточной стороны горы Бииктюбе, когда как у западного подножия протекает Малая Арметка. Большая Арметка течет параллельно реке Малая Арметка, которая впадает в Раузяк чуть ниже по течению.

## Происхождение названия
Река Армет, башкирская форма Əрмет, которая протекает в Гафурийском, Ишимбайском районах, как сообщает в специальной статье дфн Г.Х Бухарова, восходит к индоиранскому субстрату в башкирской гидронимии, а именно носит имя индоиранской богини Арматай, Армаити. Это слово, возможно, имеет параллель в санскрите: amrta — «бессмертный», «мир богов», «бессмертие», «напиток бессмертия», «нектар», «целебный напиток», «вода», «молоко»(Бухарова, С.23).

## Притоки
Среди крупных притоков:
- Каран
- Кашкат
- Кундурушлы
- Кургашлы
- Майгашла
- Олыелга
- Саранцев
- Сикъелга

## Топографическая карта
- Лист карты N-40-78 Ташла. Масштаб: 1 : 100 000. Издание 1979 г. — исток
- Лист карты N-40-77 Красноусольский. Масштаб: 1 : 100 000. Издание 1980 г. — среднее и нижнее течение
- Лист карты N-40-90 Макарово. Масштаб: 1 : 100 000. Издание 1979 г. — впадение